# Phare du Grand Harbour (ouest)
Le phare de Grand Harbour (ouest) est un phare situé au bout de la jetée du Fort Saint-Elme dans le port de La Valette sur l'île de Malte (république de Malte) en mer Méditerranée.

## Histoire
Le phare, construit en 1908, est situé devant la forteresse de Saint-Elme à l'extrémité de la Péninsule de Xiberras, entre le Grand Harbour et le Marsamxett Harbour. Il est à la fin du brise-lames sur le côté ouest de l'entrée au Grand Port de La Valette. Il n'est accessible seulement que par bateau car le brise-lames est détaché du rivage.

## Description
Le phare est une tour en pierre de 14 m de haut, avec galerie et lanterne, à côté d'un petit bâtiment technique en pierre d'un étage. La tour est en pierre non peinte et la lanterne est verte. Il émet, à une hauteur focale de 16 m un bref éclat vert chaque seconde. Sa portée est de 7 milles nautiques (environ 13 km).
Identifiant : ARLHS : MLT002 - Amirauté : E2062 - NGA : 10548 .
|                       |
| Le port de La Valette |

|                        |
| Le phare 'jetée ouest) |

### Lien connexe
- Liste des phares de Malte